# Amury Girod
Amury Girod, né avant 1800 en Suisse et mort le 18 décembre 1837 à Pointe-aux-Trembles au Bas-Canada, est un cultivateur, un auteur et un chef militaire patriote d'origine suisse du Bas-Canada. Il sert sous Simón Bolívar et est un membre de la Société des Fils de la Liberté. En tant que général, lors de la rébellion des Patriotes, il participe à la bataille de Saint-Eustache le 14 décembre 1837.

## Biographie
Natif de Suisse, Girod étudie dans une école fondée par Philipp Emanuel von Fellenberg à Hofwyl. Il part ensuite pour l'Amérique et sert, après 1813, dans l'armée de libération de Simón Bolívar. En 1828 et 1829, il est lieutenant-colonel de cavalerie au Mexique. Avant 1831, il séjourne une année aux États-Unis. Il s'installe au Bas-Canada vers 1831. À son arrivée, il parle à la fois le français, l'allemand, l'italien, l'espagnol et l'anglais.
Au Bas-Canada, Girod livre des conférences sur l'application des mathématiques aux arts mécaniques devant les membres de l'Institut des artisans de Québec. De septembre à décembre, il publie dans le journal Le Canadien une longue série d'articles sur les méthodes d'enseignement à Hofwyl. Aussi, en 1832, il fonde avec Joseph-François Perrault une ferme-école. Il y occupe le poste de directeur jusqu'en 1833. Ensuite, il s'établit à l'Île Sainte-Thérèse, où il pratique l'agriculture. Sous différents pseudonymes, il publie des articles de 1831 à 1837 dans les journaux patriotes, dont Le Canadien et La Minerve. Il publie également sept essais sur l'agriculture en 1835.
En 1837, Girod participe à la majorité des assemblées publiques qui ont lieu durant l'année au Bas-Canada. Il est un des fondateurs de l'Association des Fils de la Liberté, et il en signe le manifeste du 4 octobre. Il est secrétaire lors de l'Assemblée des six-comtés tenue à Saint-Charles en octobre. Il est nommé général par Chevalier De Lorimier, qui lui confie les patriotes du comté de Deux-Montagnes. Fin novembre, il établit un camp à Saint-Eustache. Il y soulève les habitants et pille les loyalistes pour approvisionner le camp. Il participe à la bataille de Saint-Eustache le 14 décembre 1837, mais prend la fuite pendant la bataille. Il se réfugie d'abord chez Joseph Laporte, puis chez Louis Turcotte. Ce dernier le dénonce aux autorités militaires britanniques. Le 18 décembre 1837, cerné par des volontaires, on rapporte qu'il se suicide,.

## Famille

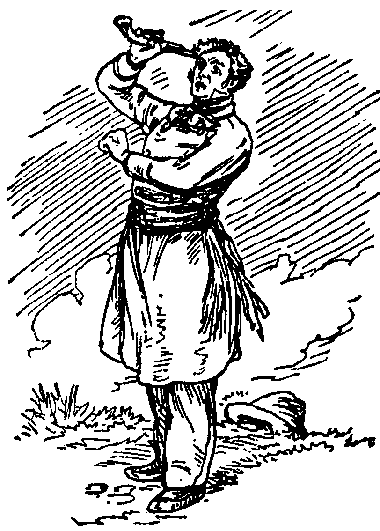
Illustration du suicide d'Amury Girod, par Henri Julien.

Girod épouse en secondes noces Zoé Ainsse, veuve de Joseph-Cichols de Boucherville, fille du seigneur de l'Île Sainte-Thérèse. Il aurait aussi épousé une certaine Maria Margarita vers 1820 ou 1821, et dont il serait veuf, selon le journal The Vindicator. Elle serait décédée à New York le 19 juin 1833, selon ce journal. Cependant, cette même Maria Margarita aurait écrit une lettre le 21 septembre 1840 au curé de Burlington, laissant croire que Girod aurait été bigame et qu'il aurait eu un enfant avec Maria Margarita, un enfant nommé Juan.

## Publications
- Notes diverses sur le Bas-Canada, Imprimerie de J. P. Boucher-Belleville à Village Debartzch (Saint-Charles-sur-Richelieu), 1835 (lire en ligne)